# Amphilius lentiginosus
Amphilius lentiginosus е вид лъчеперка от семейство Amphiliidae.

## Разпространение
Видът е разпространен в Ангола.

## Описание
На дължина достигат до 11,8 cm.